# Эриокоттиды
Эриокоттиды (лат. Eriocottidae) — семейство молеподобных бабочек надсемейства Tineoidea. Состоит из 70 видов.

## Описание
Мелкие бабочки с длинными ногами. Самки обладают длинным яйцекладом. На голове имеются многочисленные взъерошенные и тонкие заострённые волоски, оцеллии отсутствуют, на брюшке нет светлых колец. Голова лишь незначительно уже груди, широкая. На голенях и лапках есть ряды шипиков. Гусеницы живут в верхнем почвенном слое, где питаются корнями растений. Взрослые бабочки появляются поздней осенью.

## Палеонтология
Единственный известный ископаемый представитель семейства найден в балтийском янтаре.

## Систематика
70 видов (в основном в субтропиках Евразии). Большинство видов живут в Старом Свете, но несколько видов рода Crepidochares недавно обнаружили в Колумбии и Венесуэле (Davis, 1990). В Европе 7—8 видов из 2 родов (Deuterotinea и Eriocottis). В мировой фауне около 17 родов в двух подсемействах (Compsocteninae и Eriocottinae).
- Alavona
- Compsoctena — около 50 видов от Южной Африки до Тайваня[9]
- Crepidochares — 5 видов[9]
- Cronodoxa
- Dacryphanes
- Deuterotinea Rebel, 1901 — 5 видов[9]
  - Эриокоттида казанская (Deuterotinea casanella (Eversmann, 1844))[10][11]
- Eccompsoctena
- Eriocottis Zeller, 1847 — 10 видов[9]
- Eucryptogona — 1 вид в Австралии[9]
- Galaria
- Melasiniana
- Tetracladessa
- Thapava
- Tissa
- Torna
- Toxaliba